# Pidzacharyczi
Pidzacharyczi (ukr. Підзахаричі) – wieś na Ukrainie, w obwodzie czerniowieckim, w rejonie wyżnickim, nad Czeremoszem. W 2001 roku liczyła 443 mieszkańców.